# Runaway Train (film)
Runaway Train is een Amerikaanse film van Andrej Kontsjalovski die uitgebracht werd in 1985, met Jon Voight, Eric Roberts, Rebecca De Mornay en John P. Ryan in de hoofdrollen.
Het verhaal gaat over twee ontsnapte gevangenen en een spoormedewerkster op een goederentrein waarvan de machinist dood is. Kenmerkend voor de film zijn de beelden van het besneeuwde, verstilde en desolate landschap, en als contrast die van de op hol geslagen trein die daar doorheen rijdt. Het script, geschreven door Djordje Milicevic, Paul Zindel en Edward Bunker is een bewerking van een script van Akira Kurosawa, de muziek is van Trevor Jones.

## Verhaal
Bankrover Oscar Manheim, bijgenaamd Manny, zit opgesloten in de extra beveiligde inrichting Stonehaven, Alaska. Na twee ontsnappingspogingen werd hij voor drie jaar in de isoleercel geplaatst door de wrede gevangenisdirecteur Ranken. Deze onrechtmatige opsluiting wordt, tot woede van Ranken, ongedaan gemaakt door het gerechtshof, wat door de gevangenen gezien wordt als een overwinning voor Manny. Ranken vat de zaak persoonlijk op, en laat een van de gevangenen op Manny insteken; hij raakt daarbij gewond aan zijn arm en linkerhand. Manny besluit een derde ontsnappingspoging te wagen en krijgt daarbij de hulp van de jonge Buck McGeehy. Samen lukt het ze weg te komen, en na een zware tocht door de winterse velden en een zwemovertocht bereiken ze een rangeerterrein. Buck laat daar zijn gevangeniskleding achter. Manny, afgaande op zijn gevoel, kiest voor een trein bestaande uit vier locomotieven, en ze verschuilen zich in de laatste.
Terwijl de trein optrekt, sterft de machinist aan een hartaanval. Voordat hij dood van de locomotief valt, heeft hij nog de remmen aangetrokken, maar niet de motoren stilgezet; de trein rijdt door terwijl de vonken van de remmen afspatten. De spoorverkeersleiding wordt gewaarschuwd voor deze runaway train, en deze weinig competente mannen, Dave Prince en Frank Barstow, kunnen met hun miljoenen kostende computersysteem weinig meer uitrichten dan proberen de baan vrij te houden. De remmen begeven het uiteindelijk, de trein versnelt onacceptabel, tot zo'n 70 mijl per uur (110 km/u) en ramt de laatste wagon van een tegemoetkomende trein die net niet in zijn geheel op een zijspoor gerangeerd kon worden. De trein ontspoort niet, maar de ontsnapten beseffen nu ook dat er iets mis is. Prince waarschuwt zijn chef Barstow dat de trein te hard rijdt voor een houten brug verderop, en hun inmiddels gearriveerde baas, Eddie MacDonald, geeft de opdracht de trein te laten ontsporen om de brug te sparen.
De wisselwachter hoort echter de treinhoorn en waarschuwt zijn superieuren dat er nog iemand aan boord moet zijn. Het bevel tot ontsporing wordt ingetrokken. Het signaal wordt gegeven door Sara, een jonge spoorwegmedewerkster die in slaap was gevallen op deze trein. Ze verplaatst zich, van de ene naar de andere locomotief, omdat ze denkt dat de laatste de minst onveilige is in geval van een botsing, en ontdekt daar de twee ontsnapten. Ze licht de twee in rond de situatie waarin ze zich bevinden en waarschuwt dat van de trein afspringen neerkomt op zelfmoord. Alleen vanuit de voorste locomotief kan de gehele trein gestopt worden, maar deze is onbereikbaar, omdat de deur daarnaartoe beschadigd is geraakt tijdens de botsing. In plaats daarvan adviseert ze de signaalkoppeling tussen de locomotieven te onderbreken, waardoor de motoren zullen stilvallen. Deze gevaarlijke klus wordt gedaan voor de vierde en de derde locomotief, de trein vertraagt en passeert ongehinderd de brug, die bijna instort. Ze worden gezien door spoorwegpersoneel, en de leiding wordt gewaarschuwd dat er zich zeker drie mensen op de trein bevinden.
Het achtergelaten kledingstuk van Buck is ondertussen gevonden, en Ranken, op zoek naar zijn twee ontsnapten, arriveert per helikopter bij de spoorverkeersleiding. Ranken laat zich niet afsnauwen door Barstow, behandelt hem gewelddadig en verkrijgt zo de informatie die hij nodig heeft: waar hij die trein kan vinden. Hij vertrekt weer per helikopter.
Verderop in het traject bevindt zich een scherpe bocht nabij een chemisch complex, en om een ramp te voorkomen besluit MacDonald de trein op een doodlopend spoor te zetten. Barstow gaat hiermee akkoord, wetende dat de drie aan boord geen overlevingskans hebben. Sara, die het traject kent, merkt de wisseling op en beseft dat ze zijn opgegeven door haar superieuren.
Manny wil naar de voorste locomotief, die alleen maar buitenom bereikbaar is, maar met zijn gewonde hand is hij kansloos. Buck besluit daarop de sprong te wagen, maar durft het uiteindelijk niet aan tot woede van Manny. Er volgt een schermutseling, en na een emotionele uitbarsting van Buck zakt het drietal weg in apathie. Ranken heeft ondertussen de trein bereikt. Een van zijn helpers daalt af via een touwladder, neergelaten vanuit de helikopter, maar verongelukt, breekt de voorruit van de locomotief en komt onder de wielen van de trein terecht. Ranken besluit daarop zelf af te dalen.
Manny ziet zijn aartsvijand Ranken komen, en is niet van plan terug te keren naar de gevangenis. Via de gebroken voorruit waagt hij de overtocht naar de voorste locomotief, verbrijzelt daarbij de vingers van zijn toch al gewonde linkerhand, maar bereikt zijn doel. In de locomotief wacht hij Ranken op, overmeestert hem, en ketent hem met zijn eigen handboeien. Ranken eist dat Manny de trein stopt, maar hij weigert, zeggende dat winnen of verliezen hem niets meer uitmaakt. Ranken wijst hem op het jonge tweetal in de tweede locomotief. Manny zegt dan "nee, dit is tussen jou en mij" en ontkoppelt de voorste locomotief van de rest. Hij wuift het tweetal vaarwel, dat hem verbijsterd nakijkt en roept dat hij de locomotief moet stoppen, maar Manny negeert ze en beklimt de locomotief. Ranken zit als een geketend dier opgesloten, met een grijns op zijn gezicht, wetende dat hij zal sterven. Beelden van gevangenen in Stonehaven, achter tralies, worden getoond. De locomotief verdwijnt in de sneeuwstorm. Staande op het dak, met de armen uitgespreid, voorovergebogen in de wind, rijdt Manny het onvermijdelijke einde tegemoet.

## Citaat
De film eindigt met een citaat uit Shakespeares Richard III:
No beast so fierce but knows some touch of pity.
But I know none, and therefore am no beast.
Dit citaat verwijst naar een scène waarin Sara Manny ervan beschuldigt een animal, een beest te zijn. Manny antwoordt dan "Nee, erger. Een mens."

## Muziek
De filmmuziek is van Trevor Jones en varieert tussen snelle elektrische gitaarmuziek voor de actiescènes en een hoornthema voor de trein. De laatste scène van de film wordt ondersteund door koormuziek uit Vivaldi's Gloria, 2e deel, et in terra pax (en vrede op aarde), gezongen door het USSR Academic Russian Chorus en het Moscow Conservatoire Students Orchestra. De filmmuziek werd uitgebracht op CD, 1985, onder het label Milan Records, en later onder het label La-La Land.

## Opgedragen
De film is opgedragen aan Richard Holley (1945—1985), die omkwam bij een helikopterongeluk tijdens vooronderzoek voor deze film, 9 maart 1985.

## Rolverdeling
| Acteur            | Personage                             |
| ----------------- | ------------------------------------- |
| Jon Voight        | Oscar 'Manny' Manheim, bankovervaller |
| Eric Roberts      | Buck McGeehy, zijn helper             |
| Rebecca De Mornay | Sara, spoorwegmedewerkster            |
| John P. Ryan      | Ranken, gevangenisdirecteur           |
| Kyle T. Heffner   | Frank Barstow, spoorverkeersleider    |
| T. K. Carter      | Dave Prince, kantoormedewerker        |
| Kenneth McMillan  | Eddie MacDonald, superieur            |
| Edward Bunker     | Jonah, een gevangene                  |
| John Bloom        | Een lange gevangene                   |
| Hank Worden       | Een oude gevangene                    |
| Danny Trejo       | Een bokser, en gevangene              |
| Tom Lister jr.    | Jackson, gevangenisbewaker            |